# System Rezerwy Federalnej

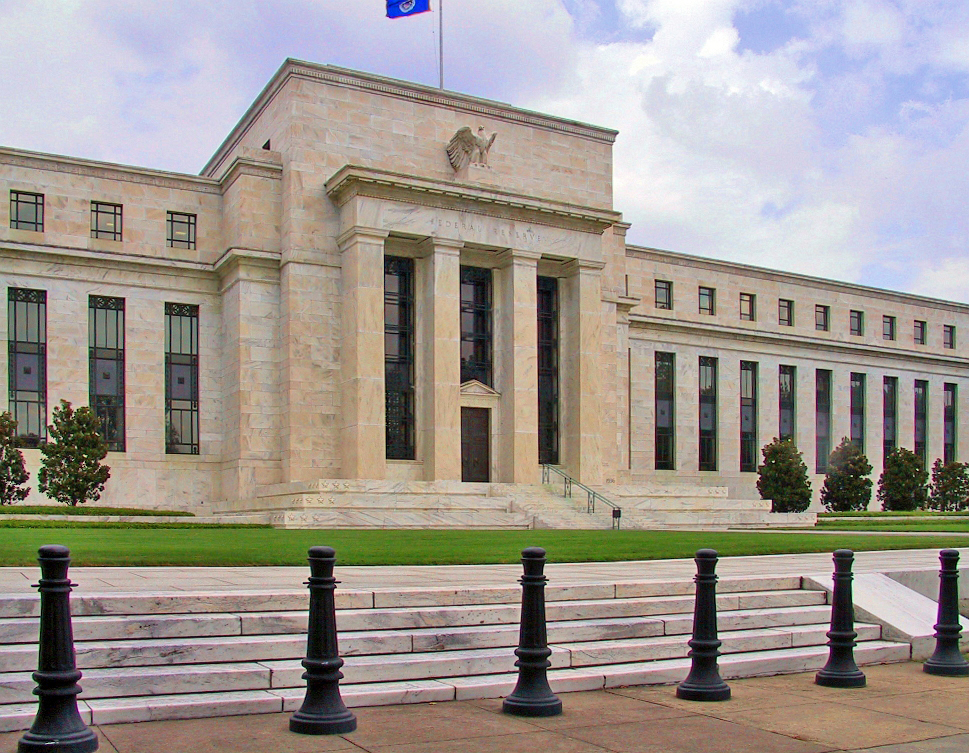
Siedziba Rady Gubernatorów SRF przy alei Konstytucji w Waszyngtonie

Mapa dystryktów przydzielonych poszczególnym oddziałom Systemu Rezerwy Federalnej

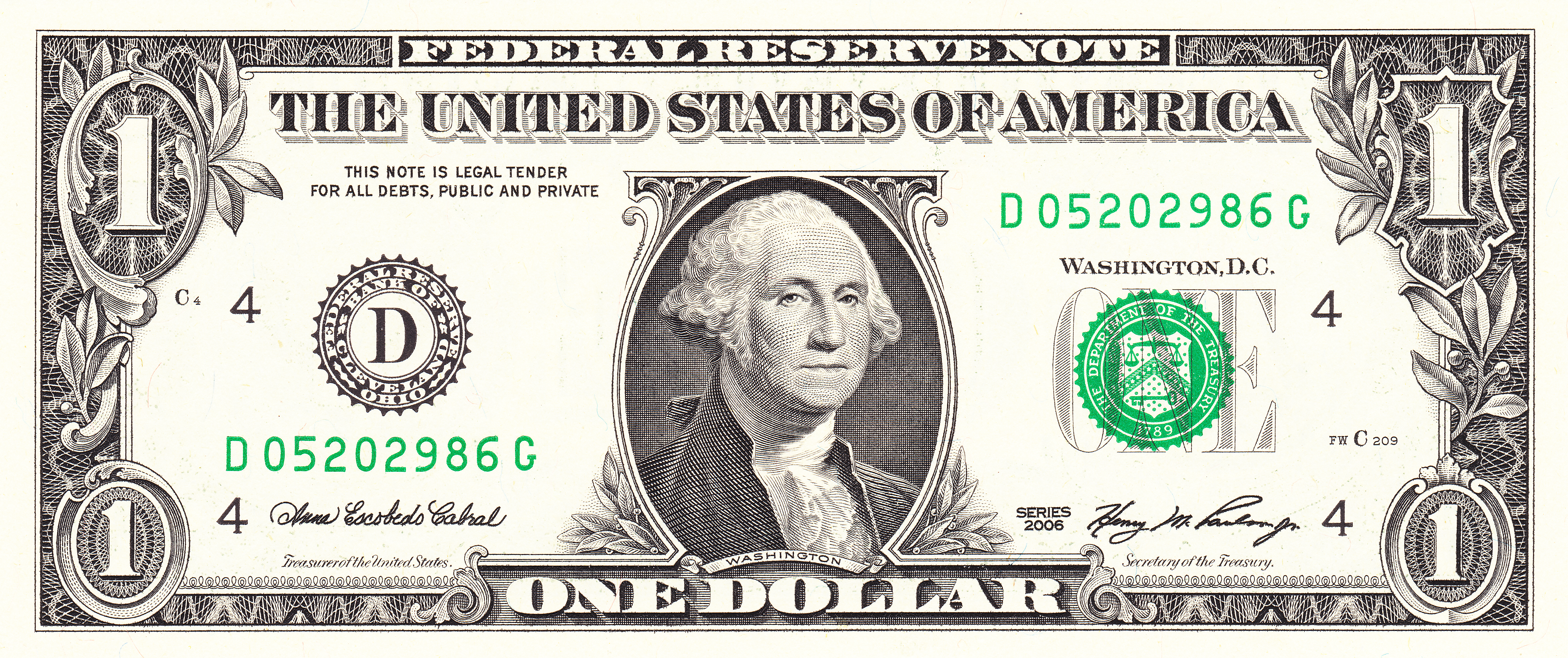
Banknot jednodolarowy emitowany przez Fed

System Rezerwy Federalnej, zwyczajowo Rezerwa Federalna, w skrócie Fed (ang. Federal Reserve System, Federal Reserve, Fed) – bank centralny Stanów Zjednoczonych.
Fed został utworzony na podstawie ustawy o Rezerwie Federalnej z 1913 roku. Ustawa była wielokrotnie nowelizowana, najistotniejsze zmiany wprowadzono w latach 1933 i 1935 oraz w roku 2010. Ustawy z lat trzydziestych XX wieku utworzyły z siedmioosobowej Rady Gubernatorów faktyczne jądro decyzyjne banku. Ponadto ustawą bankową (Banking Act 1933) utworzono Federalny Komitet do spraw Operacji Otwartego Rynku (Federal Open Market Committee – FOMC), odpowiedzialny za decyzje w przedmiocie kształtowania założeń amerykańskiej polityki pieniężnej. Jednocześnie kolejną ustawą bankową (Banking Act 1935) przyznano w tym gremium większość absolutną powoływanym przez prezydenta członkom Rady Gubernatorów. Ustawa Dodda-Franka z 2010 zmodyfikowała natomiast sposób wyboru prezesów poszczególnych banków systemu, zwiększyła uprawnienia nadzorcze banku nad sektorem finansowym w Stanach Zjednoczonych oraz uporządkowała kwestie rozliczania banku z jego działalności.

## Historia
Pierwszymi instytucjami mającymi zadania banku centralnego były Pierwszy Bank Stanów Zjednoczonych (First Bank of the United States) działający w latach 1791–1811 i Drugi Bank Stanów Zjednoczonych (Second Bank of the United States) (1816–1836). Różniły się w wielu miejscach od dzisiejszych banków centralnych (4/5 akcji tak pierwszego, jak i drugiego banku znajdowało się w rękach prywatnych, zarządzało nim 25 dyrektorów, z czego tylko pięciu było mianowanych przez rząd federalny). Ich specyfika przejawiała się także w tym, że działały na mocy przyznanej przez rząd federalny dwudziestoletniej licencji. Niepodważalną zaletą obydwu instytucji było to, że poprzez sieć oddziałów usprawniały transfer środków federalnych na terytorium amerykańskim, uzyskały także środki do dyscyplinowania banków komercyjnych do wykupu wyemitowanych przez nie pieniędzy.
W latach ery wolnej bankowości (1837–1862) formalnie nie było banku centralnego działającego na terytorium całych Stanów Zjednoczonych, a banki funkcjonowały na podstawie regulacji stanowych (co w efekcie doprowadziło do tego, że wydawały różne banknoty, miały niejednolite wymagania co do rezerw itd.). Brak nadzoru powodował bankructwo połowy banków, a średni czas ich funkcjonowania wynosił pięć lat. W 1863 ustanowiono system banków krajowych (także prywatnych), ujednolicono pieniądz i wprowadzono nadzór nad bankami krajowymi – nadzorcą był funkcjonujący do dziś przy Departamencie Skarbu Urząd Kontrolera Waluty (Office of the Comptroller of the Currency – OCC).
W wyniku paniki bankowej z 1907 r. w listopadzie 1910 senator Nelson Aldrich zwołał poufną konferencję, zapraszając czołowych amerykańskich finansistów do Jekyll Island Club w stanie Georgia. Podczas tej konferencji mieli omawiać politykę monetarną i funkcjonowanie systemu bankowego. Po tym spotkaniu, Aldrich i Abram Andrew (zastępca sekretarza Departamentu Skarbu Stanów Zjednoczonych), Paul Warburg (reprezentujący Kuhn, Loeb & Co.), Frank A. Vanderlip (następca Jamesa Stillmana na stanowisku prezesa National City Bank of New York, obecnie znanego jako Citibank), Henry P. Davison (wspólnik J.P. Morgan & Company), Charles D. Norton (prezes First National Bank of New York) i Benjamin Strong (reprezentujący J.P. Morgana) zaprezentowali projekt ustawy tworzącej amerykański bank centralny.
Wbrew powszechnej opinii nie stał się on jednak powszechnie obowiązującym prawem w USA. Partia Aldricha przegrała bowiem wybory do Kongresu w 1910 (co nie dawało mu szansy na przeforsowanie projektu ustawy), natomiast wybrany w 1912 prezydent Woodrow Wilson, widząc potrzebę głębokiej reformy amerykańskiego prawa bankowego, skupił wokół siebie własną grupę polityków i ekspertów i to z tego środowiska wyszedł głosowany później w Kongresie projekt ustawy. Najważniejsze postacie z tego gremium to szefowie stosownych komisji Kongresu właściwych do spraw bankowości – Carter Glass (kongresmen) i Robert Owen (senator). Ważną postacią był także Henry Parker Willis (profesor ekonomii na Washington and Lee University). Pod koniec grudnia 1912 przedstawili oni prezydentowi elektowi projekt ustawy. Po wielu negocjacjach – zarówno tych podjętych w Kongresie, jak i przeprowadzonych wraz z Komisją Monetarną Stowarzyszenia Banków Amerykańskich (American Bankers Association) – ostateczny tekst ustawy powołującej amerykański bank centralny został uchwalony przez Kongres i podpisany 23 grudnia 1913 przez prezydenta Woodrowa Wilsona.
Podczas kryzysu w 2020 Fed stwierdził, że dodrukuje tyle dolarów ile będzie potrzeba („luzowanie ilościowe” bez ograniczeń). Pieniądze przeznaczono m.in. na zasiłki dla bezrobotnych. Na początek maja 2020 wniosek o zasiłek dla bezrobotnych złożyło ponad 10% Amerykanów – co najmniej 33 miliony ludzi. Oprócz zasiłku w wysokości średnio 38% pensji otrzymują oni dopłatę do zasiłku w wysokości 600$ tygodniowo. Niektórzy otrzymują więcej pieniędzy, niż zarabiali na etacie. Stworzyło to nową sytuację, w której znaczna liczba zwłaszcza gorzej zarabiających Amerykanów, za bezczynność dostaje te same lub nawet większe pieniądze, niż pracując na etacie.

## Cele i zadania Systemu Rezerwy Federalnej

### Cele[8]
Kongres w ustawie z 1913 nałożył na System Rezerwy Federalnej kilka celów – nie uprzywilejowując żadnego z nich i nie tworząc żadnego matematycznego ani ekonomicznego odniesienia w tym zakresie. Są to:
- dążenie do wysokiego (maksymalnego) zatrudnienia
- dążenie do zapewnienia stabilności cen
- zapewnienie stabilności długoterminowych stóp procentowych

Oprócz wyżej wymienionych celami Systemu Rezerwy Federalnej są także:
- dążenie do stabilnego wzrostu gospodarczego
- zapewnienie stabilności na rynkach walutowych
- wspieranie stabilności systemu finansowego.

### Zadania
Zadania Systemu Rezerwy Federalnej to:
- nadzór nad bankami (kompetencja ta jest dzielona z innymi organami nadzoru, m.in. FDIC i OCC)
- prowadzenie polityki pieniężnej
- organizowanie/współuczestniczenie w systemie rozliczeń pieniężnych
- kontrola nad ilością wyemitowanej gotówki
- wprowadzanie gotówki i bilonu do obiegu
- pełnienie roli „pożyczkodawcy ostatniej instancji”
- badania ekonomiczne
- edukacja ekonomiczna
- pełnienie funkcji banku państwa.

## Organy Systemu Rezerwy Federalnej
System Rezerwy Federalnej składa się z Rady Gubernatorów (Board of Governors), rozlokowanych na terytorium Stanów Zjednoczonych dwunastu banków SRF (Federal Reserve banks) oraz ich oddziałów (Federal Reserve bank branches) i Federalnego Komitetu ds. Operacji Otwartego Rynku (Federal Open Market Committee). Za część systemu są także uważane banki członkowskie (member banks).
- Rada Gubernatorów składa się z 7 członków powoływanych przez prezydenta za radą i zgodą Senatu na 14 lat. Spośród członków Rady prezydent wybiera – na 4 lata – przewodniczącego oraz (od wejścia w życie ustawy Dodda-Franka w 2010) dwóch wiceprzewodniczących przy czym jeden z wiceprezesów zastępuje prezesa podczas jego nieobecności na posiedzeniach Rady, drugi natomiast odpowiada za rozwój polityki nadzoru i działalności regulacyjnej banku centralnego (Vice Chairman for Supervision)[10]. Od 1977 roku osoby te są osobno zatwierdzane na te stanowiska przez Senat. W dniu 2 listopada 2017 prezydent Stanów Zjednoczonych Donald Trump nominował Jerome’a Powella na stanowisko przewodniczącego Rady Gubernatorów Systemu Rezerwy Federalnej. 23 stycznia 2018 jego wybór został zatwierdzony przez amerykański Senat stosunkiem głosów 84 „za” do 13 „przeciwko”[11]. 5 lutego 2018 zastąpił Janet Yellen pełniącą tę funkcję od 2014 r.
- 12 banków Systemu Rezerwy Federalnej odpowiada za określony obszar kraju (dystrykt). Poza uprawnieniami zarezerwowanymi dla Rady Gubernatorów oraz FOMC każdy z nich jest quasi-bankiem centralnym na swoim terenie, realizując przy tym większość codziennych zadań całego systemu (np. wprowadzanie i wycofywanie gotówki, pełnienie funkcji rozliczeniowych, wykonywanie zadań nadzorczych czy zapewnienie ochrony praw konsumenta). Każdy z banków za zgodą Rady Gubernatorów może (a na polecenie Rady musi) założyć oddział (obecnie są 24). Poszczególne banki Fed posiadają własne mienie, na które składają się aktywa zwyczajnie gromadzone przez banki centralne. Każdy z banków posiada 9-osobową Radę Dyrektorów (Reserve Bank boards of directors) składającą się z osób wybranych w trzech grupach – „A” (reprezentują w zarządzie interesy akcjonariuszy – tj. poszczególne banki), „B” (reprezentują mieszkańców danego dystryktu, a wybierane są spośród osobistości ze świata przemysłu i handlu danego dystryktu) oraz „C” (również reprezentują mieszkańców danego dystryktu i również wybierane są spośród osobistości ze świata przemysłu i handlu danego dystryktu, ale są powoływani przez Radę Gubernatorów SRF). Każdy z banków SRF jest reprezentowany (np. na posiedzeniach FOMC) przez wybieranego na pięć lat przez Radę Dyrektorów banku SRF (ale tylko w składzie dyrektorów z grupy B i C)[12] prezesa banku SRF (president of the Reserve Bank). Wybór musi jednak zostać zatwierdzony przez Radę Gubernatorów SRF.
- Federalny Komitet do spraw Operacji Otwartego Rynku podejmuje decyzje dotyczące operacji otwartego rynku, które są podzielone na trzy obszary; maksymalizacja zatrudnienia, stabilizowanie cen i łagodzenie długoterminowych stóp procentowych. Komitet składa się z dwunastu członków – siedmiu z nich stanowią członkowie Rady Gubernatorów SRF, natomiast pięciu pozostałych to prezesi banków SRF z prawem głosu (poza prezesem nowojorskiego banku SRF przysługuje ono im rotacyjnie).
- banki członkowskie (member banks) są akcjonariuszami właściwego miejscowo banku SRF. Zalicza się do nich wszystkie banki działające na mocy prawa federalnego oraz banki, które dobrowolnie zgłosiły chęć przynależności do SRF, a działają na podstawie prawa poszczególnych stanów.

Inny charakter od wyżej wymienionych organów ma utworzony ustawą Dodda-Franka w 2010 roku i działające w ramach SRF Biuro Finansowej Ochrony Konsumentów (Consumer Financial Protection Bureau). Na mocy tej ustawy również System Rezerwy Federalnej stał się częścią struktury innego organu – Rady ds. Monitorowania Stabilności Finansowej (Financial Stability Oversight Council) – który odpowiada za nadzór makroostrożnościowy nad amerykańskim sektorem finansowym.
Jako organy banku wymienia się także organy wykonujące zadania o charakterze pomocniczym względem SRF. Zalicza się do nich Federalny Komitet Doradczy, Radę Doradczą ds. Lokalnych Instytucji Depozytowych oraz Radę Walidacyjną.

## Zyski
Wszystkie zyski są w pierwszej kolejności przeznaczane na wypłatę 6% rocznych dywidend dla banków członkowskich; pozostała kwota zostaje przekazana Departamentowi Skarbu Stanów Zjednoczonych – przykładowo w 2007 roku Departament Skarbu dostał ponad 97% osiągniętego zysku.

## Krytyka
- Murray Rothbard w swojej książce Wielki Kryzys w Ameryce obarcza Fed winą za spowodowanie wielkiego kryzysu.
- Zeitgeist: Addendum, film dokumentalny w reżyserii Petera Josepha, przedstawia Fed jako złodziejską organizację pod kontrolą bankierów.
- Ameryka Od Wolności Do Faszyzmu, film dokumentalny w reżyserii Aarona Russo, przedstawia mechanizm funkcjonowania Fed i IRS, bezprawie sądowe, działania oparte na niekonstytucyjnych zapisach prawnych i takich, których w prawie nie ma.